# Стейдж Энтертейнмент Германия
«Сте́йдж Энтерте́йнмент Герма́ния» (англ. Stage Entertainment Germany, произносится: Стэ́йдж Энтэртэ́йнмент Джёмэни; юридическое название — Die Stage Entertainment GmbH) — немецкое позразделение (дочерняя компания) международной голландской театральной компании «Stage Entertainment». Занимается постановкой мюзиклов, концертов и других различных шоу на территории Германии. Штаб-квартира находится в Гамбурге.

## История
В 1998 году в Амстердаме (Нидерланды) регистрируется театральная компания «Stage Holding» (впоследствии «Stage Entertainment»). Она создаётся Йопом ван ден Энде на базе «Live Entertainment Division» — подразделения компании «Endemol». В 2000 году немецкое представительство формируется в дочернее предприятие «Stage Entertainment Germany» и ставит в Штутгарте свой первый лицензионный мюзикл — «Танец вампиров». Ещё через год открывает прокат «Короля льва» в Гамбурге и «Элизабет» в Эссене.
В 2002 году немецкая театральная компания «Stella Entertainment AG» признаётся банкротом. Часть её театров приобретает «Stage Entertainment Germany». Среди них «Театр на Потсдамской площади» в Берлине, «Дом оперетты» и «Новая Флора» в Гамбурге, «Аполло» и «Палладиум» в Штутгарте.
В конце 2007 года Майк Клоков, занимавший пост управляющего компании со дня её основания, покидает «Stage Entertainment Germany».
В 2011 году компания объявила о создании своего первого собственного мюзикла «Рокки», основанного на одноимённом фильме. Сопродюсерами постановки выступили Сильвестр Сталлоне и братья Кличко. Мировая премьера мюзикла состоялась в ноябре 2012 года в Гамбурге. Бродвейская постановка открылась 13 марта 2014 года. Она стала лауреатом двух премий «Драма Деск» и одной «Тони»
В октябре 2014 года немецкую постановку мюзикла «Король лев», идущую на сцене «Театра в порту» уже 13 лет, посетил десятимиллионный зритель. 10 ноября «Stage Entertainment Germany» открыла в Гамбурге «Театр на Эльбе», который стал первым театром, созданным компанией «с нуля».

## Постановки

### Оригинальные
- «Рокки» (2012 — н.в.)
- «Чудо Берна» (2014 — н.в.)

### Лицензионные
- «Cameron Mackintosh Limited»: «Отверженные» (2003—2004).
- «Disney Theatrical Productions»: «Аида» (2003 — н.в.), «Аладдин» (2015 — н.в.), «Красавица и чудовище» (2005—2007), «Король лев» (2001 — н.в.), «Тарзан» (2008—2015).
- «Littlestar»: «Mamma Mia!» (2002 — н.в.).
- «The Really Useful Group» и «Cameron Mackintosh Limited»: «Кошки» (2002—2004); «Призрак Оперы» (2002—2016).
- «Wicked Worldwide Inc.»: «Злая» (2007—2011).
- Других компаний: «42-я улица» (2003—2004), «Боевой конь» (2013—2014), «Грязные танцы» (2006—2012), «Действуй, сестра!» (2010—2015), «Ледниковый период Live!» (2012 — н.в.), «Лучшее из мюзикла!» (турне: 2004—2012), «Нонсенс» (2006), «Однажды в мае» (2005), «Приятель» (2009—2010), «Ребекка» (2011—2013), «Танец вампиров» (2000 — н.в.), «Титаник» (2002—2003), «Три мушкетёра» (2005—2008), «Три хороших друга» (2005), «Чикаго» (2014 — н.в.), «Элизабет» (2001—2008), «Юринтаун» (2004), «Я никогда не был в Нью-Йорке» (2007—2015), «Я хочу веселья» (2008—2009), «Blue Man Group» (2004 — н.в.), «Hinterm Horizont» (2011 — н.в.), «Holiday on Ice» (1999 — н.в.), «Sensation» (2006), «We Will Rock You» (2008—2011).

## Театры
По данным на март 2016 года «Stage Entertainment Germany» владеет двенадцатью театрами:
| Город      | Название театра                | Вместимость (чел.) | Приобретён | Текущая постановка        |
| ---------- | ------------------------------ | ------------------ | ---------- | ------------------------- |
| Берлин     | «Театр на Потсдамской площади» | 1754               | 2002       | «Hinterm Horizont»        |
| Берлин     | «Театр на Западе»              | 1611               | 2003       | «Mamma Mia!»              |
| Берлин     | «Блюмакс»                      | 612                | 2006       | «Blue Man Group»          |
| Гамбург    | «Театр в порту Гамбурга»       | 2030               | 2001       | «Король лев»              |
| Гамбург    | «Новая Флора»                  | 1965               | 2002       | «Аладдин»                 |
| Гамбург    | «Дом оперетты»                 | 1335               | 2002       | «Любовь не умрёт никогда» |
| Гамбург    | «Кервидер»                     | 320                | 2005       | н.д.                      |
| Гамбург    | «Театр на Эльбе»               | 1850               | 2014       | «Чудо Берна»              |
| Оберхаузен | «Метроном»                     | 1636               | 2005       | «Призрак Оперы»           |
| Штутгарт   | «Аполло»                       | 1838               | 2002       | «Тарзан»                  |
| Штутгарт   | «Палладиум»                    | 1807               | 2002       | «Чикаго»                  |
| Эссен      | «Колизей»                      | 1700               | 2001       | н.д.                      |

## Награды
В копилке компании находится 17 наград.